# یواس‌اس اسکیرمیش (ای‌ام-۳۰۳)
یواس‌اس اسکیرمیش (ای‌ام-۳۰۳) (به انگلیسی: USS Skirmish (AM-303)) یک کشتی بود که طول آن ۱۸۴ فوت ۶ اینچ (۵۶٫۲۴ متر) بود. این کشتی در سال ۱۹۴۳ ساخته شد.